# Flachplatten-Stirlingmotor
Der Flachplatten-Stirlingmotor ist eine Bauform des Stirlingmotors mit diskontinuierlicher Steuerung des Regenerators. Die Kraft und der Hub wird durch eine Membran übertragen. Der Motor funktioniert bereits bei niedriger Temperaturdifferenz.

Skizze Plattenmotor

Animation eines Plattenmotors

## Überblick
Diese Variante ist recht einfach im Aufbau und mit wenigen Bauteilen herstellbar. Der „Verdrängerkolben“ ist als Rekuperator ausgeführt, wodurch der Totraum praktisch eliminiert wird. Toträume (oder auch Schadräume) sind alle mit Arbeitsgas gefüllten Räume, die nicht aktiv am Prozess teilnehmen. Der „Arbeitskolben“ ist als Membran oder Balg gasdicht ausgeführt. Das Flachplattensystem hat im Verhältnis zum Volumen eine große Übertragungsfläche für Erwärmung und Kühlung. Die Vorderwand wird beheizt (z. B. Sonneneinstrahlung, Warmwasser oder Heissgas) und die Rückwand gekühlt. Durch die diskontinuierliche Steuerung des Verdrängers wird die von der Kurbelwelle herrührende sinusförmige Bewegung in zwei ruckartige Bewegungen des Regenerators aufgeteilt. Dadurch wird der Kreisprozess in den Ecken besser ausgefahren. Die beiden p-V-Diagramme (Druck-Volumen-Diagramme) zeigen diesen Sachverhalt auf. Die gelb markierten Flächen stellen die Nutzarbeit des Prozesses dar. Wie man der Formel
{\displaystyle W_{\text{Nutz}}=Q_{\mathrm {zu} }-Q_{\mathrm {ab} }=n\cdot R\cdot (T_{\mathrm {max} }-T_{\mathrm {min} })\cdot \ln \left({\frac {V_{1}}{V_{2}}}\right)}
entnehmen kann, müssen Temperaturdifferenz und Volumenverhältnis möglichst groß gemacht werden. Ersetzt man den Regenerator durch einen simplen Verdränger, verringert diese Vereinfachung die Temperaturdifferenz und damit die Nutzarbeit. Mögliche Energiequellen für Niedrig-Temperatur-Anwendungen sind direkte Sonneneinstrahlung, heißes Wasser aus Flachkollektoren, geothermisch erhitztes Wasser und industrielle Abwärme.

## Funktionsweise
Der Flachplatten-Stirlingmotor nach Ivo Kolin besteht im Wesentlichen aus folgenden Bauteilen:
1. Schwungrad
2. Arbeitskammer
3. Verdränger / Regenerator
4. Warme Platte (Heizseite)
5. Kalte Platte (Kühlseite)
6. Arbeitshebel
7. Schubstange zu Kurbelwelle
8. Schubstangengelenk
9. Arbeitskurbel
10. Verdrängerkurbel
11. Halterung Verdrängerschubstange
12. Verstellbare Anschläge
13. Antriebshebel für Verdränger
14. Verdrängerschubstange
15. Dämpfungsfedern
16. Drehgelenk für kalte Platte
17. Drehgelenk Arbeitshebel
18. Kurbelwelle

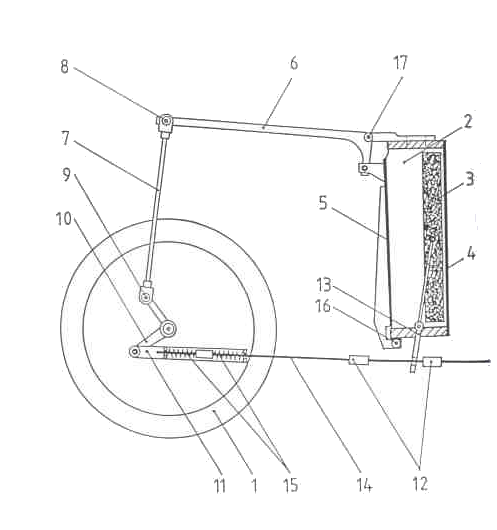
Bauteile

In der gasdicht geschlossenen Arbeitskammer bewegt sich nur eine Platte, der sogenannte Verdränger (3), der an ein Schwungrad (1) mittels Antriebshebel (13) gekoppelt ist, mit dem mechanische Arbeit verrichtet werden kann. Der Verdränger hat zugleich auch Regeneratorfunktion (Wärmespeicher).
Der Arbeitslauf des Motors kann in 4 Prozesse (Phasen 1 bis 4) unterteilt
werden. Die folgende Beschreibung bezieht sich auf die unten angegebene Bilderfolge.

### Phase 1 ⇒ 2
Das Arbeitsgas (Luft, Wasserstoff, Helium usw.) im Arbeitsraum wird beim Hereindrücken der Arbeitsplatte (Membran, kalte Seite) verdichtet. Der Verdränger/Regenerator verharrt dicht an der heißen Plattenseite.

### Phase 2 ⇒ 3
Bei kleinem Gasvolumen klappt der Verdränger/Regenerator von der heißen Seite auf die kalte Seite um. Das Arbeitsgas strömt durch den porösen Verdränger/Regenerator von der kalten Seite zur warmen Seite und nimmt die gespeicherte Wärme auf.

### Phase 3 ⇒ 4
Das erwärmte Gas dehnt sich aus und drückt die Arbeitsplatte/Membran nach außen. Diese Hubbewegung wird auf das Schwungrad übertragen und ist der Arbeitstakt.

### Phase 4 ⇒ 1
Bei großem Gasvolumen klappt der Verdränger von der kalten auf die warme Seite um. Das Arbeitsgas strömt durch den porösen Verdränger/Regenerator und gibt Wärme an ihn ab (Druckreduktion).

## Theoretische Erklärung
Das Arbeitsmedium wird in einem Kreisprozess aus zwei Isothermen und zwei Isochoren periodisch
expandiert und komprimiert. Im p-v-Diagramm ist die vom Graphen umschlossene Fläche (gelb) die von der Maschine verrichtete Arbeit.

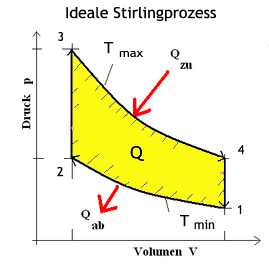
Idealer Stirlingprozess

Takt 1 ist eine isotherme Ausdehnung, bei der Arbeit vom Gas verrichtet wird und Takt 2 eine isochore Abkühlung. Takt 3 ist eine isotherme Kompression und Takt 4 eine isochore Erwärmung.
Das Prinzip dieser Maschine beruht auf dem so genannten Stirlingschen Kreisprozess. Die
Maschine arbeitet zwischen der hohen Temperatur Tmax und der niedrigen Temperatur Tmin. Dabei ist die Differenz dieser beiden Temperaturen entscheidend für den Wirkungsgrad, der die Effizienz der Maschine beschreibt.

## Vorteile
Gegenüber den mit Kolben betriebenen Stirlingmotoren bietet die Membranabdichtung eine wesentlich einfachere Abdichtung des Gasraumes (keine Kolbenringe, weniger Reibungsverluste).
Darüber hinaus ermöglichen flache Gehäuse dank dünner Verdränger die Verwendung von mehr Arbeitsgas und die Vergrößerung der Wärmeaustauschfläche.
Dieser „Low-Tech“-Motor kann mit wenig Aufwand selbst nachgebaut werden, im Gegensatz zu anderen Stirlingmotoren.

## Geschichte
Seit 1970 baute Professor Ivo Kolin (* 23. September 1924 in Zagreb; † 2007, Professur an der Universität Zagreb) 16 Versuchsmotoren. 1983 erreichte er mit Motor Nr. 16 erstmals einen Betriebsbereich mit einer Temperaturdifferenz von 16 Kelvin. 1989 referierte Kolin in San Francisco über seine Entwicklungen auf der 19. Intersociety Energy Conversion Engineering Conference (IECEC).
Dr. James Senft, Professor an der University of Wisconsin-River Falls, entwickelte Kolins Design weiter, indem er zunächst die Fertigungsgenauigkeit verbesserte und später etwas thermodynamische Effizienz zugunsten mechanischer Effizienz aufgab. Damit erreichte er ein Modell, welches mit einer Temperaturdifferenz von 0,5 Kelvin funktioniert.